# Domițian
Titus Flavius Domitianus (n. 24 octombrie 51 d.Hr., Roma, Imperiul Roman – d. 18 septembrie 96 d.Hr., Roma, Imperiul Roman), cunoscut ca Domițian, a fost un împărat roman din dinastia Flaviilor, între anii 81 - 96.

## Concentrarea puterii
Proclamat împărat la 13 septembrie 81, fiul lui Vespasian și al Domitillei și fratele lui Titus, inaugurează o politică sensibil deosebită de cea a primilor Flavii. Sprijinindu-se pe armată, pe garda pretoriană, urmează o linie autocratică. Personalitate orgolioasă, violentă, revendicând titlul de Dominus et Deus se proclamă în 85 censor perpetuus (cenzor pe viață) și intră în conflict cu aristocrația senatorială.

## Activitatea militară
Victorios în campania întreprinsă în 83 la Rin împotriva tribului germanic al chatilor, Domițian adoptă titlul de Germanicus. O invazie a dacilor și a aliaților lor în Moesia, soldată cu moartea guvernatorului, îl obligă în 86 să intervină personal pe frontul de la Dunăre. Moesia este împărțită acum în două provincii: Moesia Inferior (în a cărui componență intră și Dobrogea) și Moesia Superior.
Campania inițiată în 87 la nordul Dunării împotriva lui Decebal se încheie cu o înfrângere; în 88, ofensiva romană marchează o victorie la Tapae și duce la încheierea unei păci de compromis între Roma și Dacia (89).
La 18 septembrie 96, Domițian, ultimul dintre Flavii, cade victimă unei conjurații de palat, organizată de comandantul gărzii palatului și de soția sa, Domitia Longina.